# ヘゼキエル・セペング
ヘゼキエル・セペング（Hezekiél Sepeng、1974年6月30日 - ）は、南アフリカ共和国の陸上競技選手。1990年代から2000年代にかけて活躍した800mを専門とした男子中距離選手。1996年アトランタオリンピックの銀メダリストである。北西州ポチェフストルーム出身。

## 経歴
セペングが17歳で陸上を始めてまもなく、南アフリカはアパルトヘイト政策を撤廃し、長らく国際舞台から締め出されていたスポーツの世界に復帰できることとなった。セペングは、1994年のコモンウェルスゲームズに出場し、800mで銀メダルを獲得。これが、南アフリカの黒人選手が国際競技大会で獲得した初めてのメダルとなった。さらに2年後の1996年、アトランタオリンピックに出場し、1分42秒74で銀メダルを獲得。南アフリカの黒人選手がオリンピックで獲得した初めてのメダルもセペングが獲得した。
1999年には、セビリアで開催された世界選手権でも銀メダルを獲得。2度目のオリンピックとなった2000年シドニーオリンピックでは南アフリカ選手団の旗手の役を務めた。しかし、競技では、3位のアルジェリアのジャビル・サイド＝ゲルニに100分の13秒差及ばず4位とメダルに惜しくも手が届かなかった。
その後もセペングは、国際大会において常に決勝に残る活躍を見せていたが、メダルを獲得するまでの活躍はならず、2004年アテネオリンピックでは6位に終わっている。なお、2005年には禁止薬物のナンドロロンの使用が発覚し、2年間の出場停止処分を受けている。

## 自己ベスト
- 400m - 46秒50 (2003年)
- 800m - 1分42秒69 (1999年)
- 1500m - 3分38秒24 (1996年)
- 1マイル- 3分57秒33 (1996年)

## 主な実績
| 年   | 大会                     | 場所                             | 種目         | 結果      | 記録      |
| ---- | ------------------------ | -------------------------------- | ------------ | --------- | --------- |
| 1992 | 世界ジュニア陸上選手権   | ソウル(韓国)                     | 800m         | 5位       | 1分47秒51 |
| 1993 | 世界陸上選手権           | シュトゥットガルト(ドイツ)       | 800m         | 5位       | 1分45秒64 |
| 1994 | コモンウェルスゲームズ   | ビクトリア(カナダ)               | 800m         | 2位       | 1分45秒76 |
| 1995 | 世界陸上選手権           | イェーテボリ(スウェーデン)       | 800m         | 5位（sf） | 1分49秒58 |
| 1995 | ユニバーシアード         | 福岡(日本)                       | 800m         | 1位       | 1分47秒87 |
| 1996 | オリンピック             | アトランタ(アメリカ合衆国)       | 800m         | 2位       | 1分42秒74 |
| 1997 | 世界陸上選手権           | アテネ(ギリシャ)                 | 800m         | 7位（sf） | 1分47秒00 |
| 1997 | ユニバーシアード         | シチリア(イタリア)               | 800m         | 2位       | 1分47秒77 |
| 1998 | コモンウェルスゲームズ   | クアラルンプール(マレーシア)     | 4×400mリレー | 4位       | 3分02秒21 |
| 1998 | コモンウェルスゲームズ   | クアラルンプール(マレーシア)     | 800m         | 2位       | 1分44秒44 |
| 1999 | 世界陸上選手権           | セビリヤ(スペイン)               | 800m         | 2位       | 1分43秒32 |
| 1999 | IAAFグランプリファイナル | ミュンヘン(ドイツ)               | 800m         | 2位       | 1分44秒40 |
| 1999 | オールアフリカゲームズ   | ヨハネスブルグ(南アフリカ共和国) | 800m         | 3位       | 1分45秒58 |
| 2000 | オリンピック             | シドニー(オーストラリア)         | 800m         | 4位       | 1分45秒29 |
| 2001 | 世界陸上選手権           | エドモントン(カナダ)             | 800m         | 8位       | 1分46秒68 |
| 2003 | 世界陸上選手権           | パリ(フランス)                   | 800m         | 7位       | 1分45秒74 |
| 2004 | アフリカ陸上選手権       | ブラザビル(コンゴ)               | 800m         | 2位       | 1分45秒55 |
| 2004 | オリンピック             | アテネ(ギリシャ)                 | 800m         | 6位       | 1分45秒53 |

- sfは準決勝